# Gabriel Aguilar
José Gabriel Aguilar y Narvarte (* Huánuco,  18 de marzo de 1773 - † Cusco, 5 de diciembre de 1805), fue un mineralogista, empresario minero y precursor de la independencia del Perú. Junto a Manuel Ubalde, dirigió en 1805 una conspiración para independizar al Perú de España y restaurar la monarquía incaica. Delatado antes de producirse el alzamiento, fue apresado y ajusticiado.

## Biografía

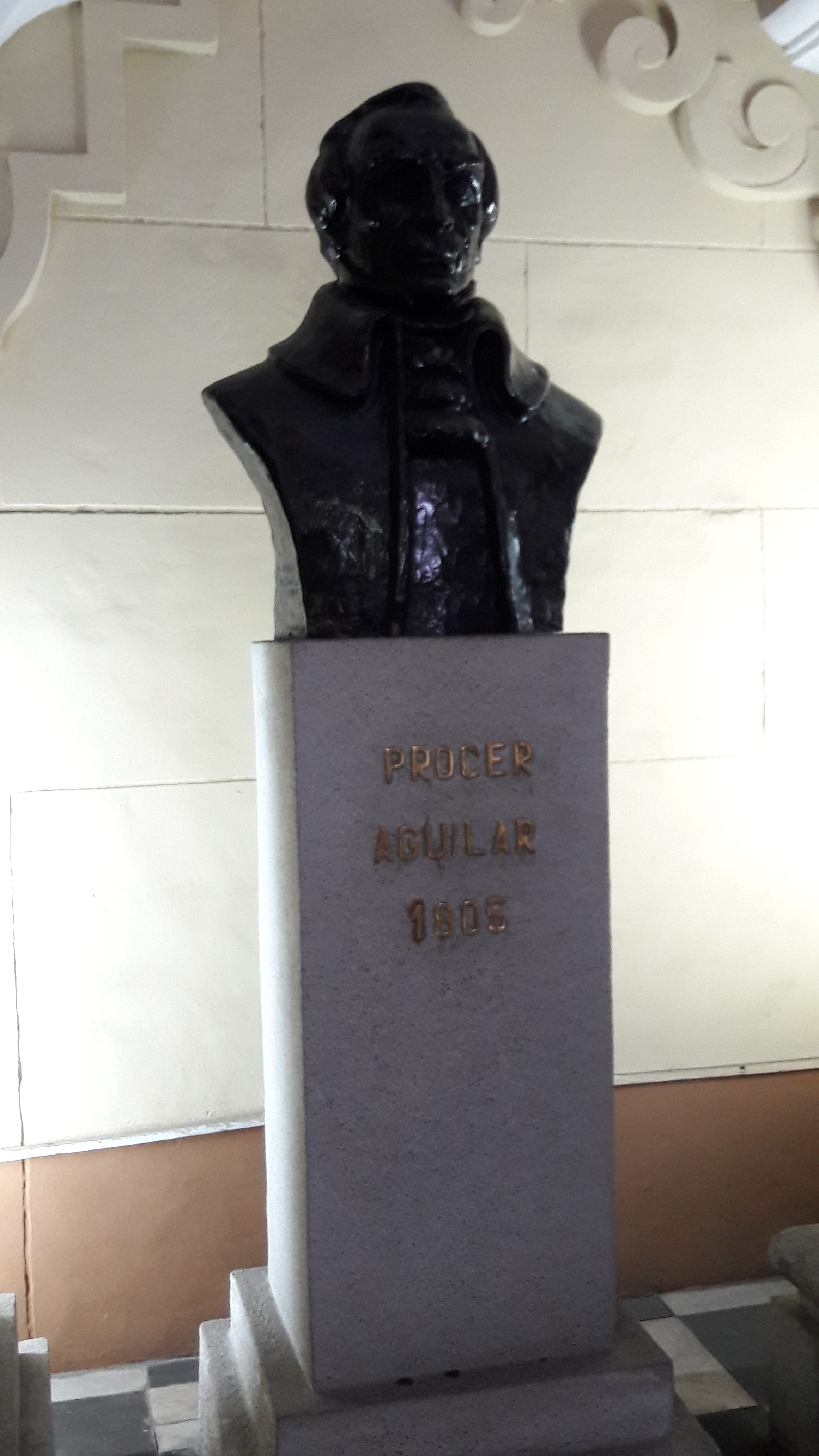
Efigie de Aguilar en el Panteón de los Próceres en Lima.

Gabriel Aguilar fue hijo del minero Salvador Aguilar, español natural de Jerez de la Frontera, y de Clara Narvarte, hija del capitán Juan Ignacio Narvarte, que fue Corregidor de Huánuco. Poco es lo que se conoce sobre su infancia; se presume que recibió una buena educación y que fue alumno en el Real Convictorio de San Carlos. A temprana edad recorrió el inmenso territorio del virreinato peruano, observando el trato inhumano dado a los indios mitayos, que laboraban en la extracción de la plata de los profundos socavones. En sus viajes llegó a la región minera de Chile, pasando luego a la provincia de Mendoza, perteneciente al Virreinato del Río de la Plata, donde fue recibido muy bien por los pobladores, quienes creyeron que era un nuevo Gabriel Túpac Amaru II y le solicitaron ser el líder de una revolución. 
Llegó a Buenos Aires y, a fines del siglo XVIII, se embarcó para España, donde comprobó la corrupción del sistema de gobierno absolutista. Asimismo, se empapó de las ideas liberales que por entonces estaban en boga en Europa. Luego volvió a Perú y reanudó sus actividades mineras. Se dirigió a Recuay (Áncash), donde años atrás había descubierto unas minas, pero encontró que ahora ya tenían otro propietario, por lo que viajó a Lima en busca de un abogado. De esta manera conoció al arequipeño Manuel Ubalde, de quien se hizo amigo.
Luego de su recorrido por la selva donde estuvo preso en Chachapoyas acusado de espía, recibió la noticia de que su amigo Ubalde había viajado al Cusco. Aguilar, luego de volver a su tierra natal, atravesó la sierra central y llegó al Cusco en 1804. Allí encontró a Ubalde destituido de la asesoría que le confiara el presidente de la Audiencia, el brigadier Conde de Ruiz de Castilla. Ambos se concertaron entonces para iniciar una conspiración destinada a liberar al Perú del dominio español. El plan consistía en apoderarse de las autoridades coloniales del Cusco y alzar en armas a la población,
Aguilar realizó su trabajo proselitista llegando hasta La Paz, mientras que Ubalde y sus amigos lo hacían en el Cusco. Lograron el apoyo del regidor Manuel Valverde Ampuero, quien por vía materna era descendiente de los incas, por lo que se entendió que de triunfar la revolución sería consagrado como inca gobernador del Perú; también participaron fray Diego Barranco, el abogado Marcos Dongo, el noble inca Diego Cusihuamán del barrio San Blas del Cusco, y el presbítero José Bernardino Gutiérrez.
Como la revolución requería la participación de fuerzas militares, comprometieron al Teniente de Granadero del Regimiento Paucartambo Mariano Lechuga, amigo íntimo de Ubalde, quien participó en todas las reuniones. Cuando la insurgencia estaba a punto de estallar, Lechuga, el 25 de junio, se presentó ante el oidor Manuel Plácido Berriozabal para delatar el plan. Debido a esta traición, Ubalde y sus amigos fueron capturados en el Cuzco; mientras Aguilar, que preparaba el levantamiento fuera del Cuzco, fue capturado el 13 de julio de 1805 y encerrado en prisión. La Real Audiencia condenó a Aguilar y Ubalde a la pena capital. El 5 de diciembre de 1805 fueron ahorcados en la Plaza de Armas del Cusco. Los demás conspiradores fueron condenados a diversas penas de prisión y destierro.
El 6 de junio de 1823 el Congreso Constituyente expidió un decreto declarando a Gabriel Aguilar y Manuel Ubalde beneméritos de la patria y defensores de su independencia.

## Obras
- Décimas del reloj de la agonía (1805). En ochenta y ocho versos octosílabos, Aguilar describe el paso lento y angustioso del último día que le toca vivir a un condenado a muerte. Sin embargo, no está comprobada su autoría.